# Amphiuma
Amphiuma – rodzaj płazów ogoniastych z rodziny amfiumowatych (Amphiumidae).

## Zasięg występowania
Rodzaj obejmuje gatunki występujące w południowo-wschodnich Stanach Zjednoczonych.

## Systematyka

### Etymologia
- Amphiuma: gr. αμφι amphi „po obu stronach, dookoła”; πνευμα pneuma „oddech”[7][8].
- Chrysodonta: gr. χρυσος khrusos „złoty”; οδους odous, οδοντος odontos „ząb”[5]. Gatunek typowy: Chrysodonta larvaeformis Mitchill, 1822 (= Amphiuma means Garden, 1821).
- Sirenoidis: gr. σειρηδών seiredōn „syrena”; -οιδης -oidēs „przypominający”[8]. Gatunek typowy: Amphiuma didactylum Cuvier, 1827 (= Amphiuma means Garden, 1821).
- Muraenopsis (Myraenopsis[a]): gr. μυραινα muraina „murena”; οψις opsis „wygląd”[5]. Gatunek typowy: Amphiuma tridactylum Cuvier, 1827.

### Podział systematyczny
Do rodzaju należą następujące gatunki:
- Amphiuma means Garden, 1821 – amfiuma dwupalcowa[9][10]
- Amphiuma pholeter Neill, 1964
- Amphiuma tridactylum Cuvier, 1827 – amfiuma trójpalcowa[9]